# Puerto Qasim
El Puerto Qasim o el Puerto Muhammad Bin Qasim (en urdu: بندر گاہ محمد بن قاسم ) es un puerto de aguas profundas en Karachi, Sind, Pakistán, en la costa del mar Arábigo. Es el segundo puerto más ocupado de Pakistán, manejando alrededor del 35% de la carga de la nación (17 millones de toneladas por año). El Puerto Qasim y el puerto de Karachi, el puerto más activo del país, juntos manejan más del 90% de todo el comercio exterior de Pakistán. El puerto abarca un área total de 12.000 acres (49 km²) en la que muchas zonas industriales operan. Además de la Steel Mills Pakistán (PSM) y la planta de energía Qasim Bin KESC, alrededor del 80% de la industria de la automoción de Pakistán se encuentra en el Puerto de Qasim.